# 나미카제 미나토
나미카제 미나토(일본어: 波風ミナト)는 만화 《나루토》의 등장인물이다.
성우: 모리카와 토시유키 / 최원형
성우(소년시절): 이리노 미유 / 김채하
우즈마키 나루토의 아버지이자 하루토 레이의 양아버지이며 4대호카게이며 우즈마키 쿠시나의 남편이다. 하타케 카카시, 우치하 오비토, 노하라 린의 스승이며 3차 닌자대전을 종결시킨 전쟁영웅 이자 나뭇잎 마을의 4대 호카게 인 인물이다.